# Безымянный (приток Охты)
Безымя́нный — ручей в Санкт-Петербурге (Россия), правый приток Большой Охты.

## Географические сведения
Устье находится в Охтинском водохранилище. Длина — 6,1 км. Ширина — 1—2 метра. Глубина — от 0,2 до 0,3 м, скорость течения воды — 0,26 м/с. Водоохранная зона — 50 метров, прибрежная полоса — 50 метров.
Через ручей перекинут мост по трассе КАД Санкт-Петербурга и безымянный мост по Капсюльному шоссе у завода «Химволокно».

## Экологическое состояние
Ручей собирает в себя стоки совхоза «Ручьи», стоки прилегающих полей. Осушительные каналы собирают воду в коллектор, откуда она сбрасывается в правый приток ручья. Уровень загрязнения умеренный, санитарное состояние удовлетворительное. Превышены ПДК нефтепродуктов.
Постоянный лабораторный мониторинг состояния воды не производится.